# 14339 Knorre
14339 Knorre eller 1983 GU är en asteroid i huvudbältet som upptäcktes den 10 april 1983 av den ryska astronomen Ljudmila Tjernych vid Krims astrofysiska observatorium på Krim. Den är uppkallad efter astronomen Ernest Khristov Knorre.
Den tillhör asteroidgruppen Eunomia.